# 宗国博一
宗国 博一（むねくに ひろかず）は、日本のアナウンサー。ラジオ関西、西日本放送（RNC）に在職していた。

## 来歴
1958年（昭和33年）にラジオ関西へ入社。1962年（昭和37年）に実家のある香川県のRNCへ移籍。1970年代には、テレビで生放送による帯番組の司会者を担当。主婦層から絶大な人気を得た。1979年（昭和54年）にラジオ制作部長へ就任。以後、報道部長、テレビ制作部長、事業局次長を歴任し、1993年（平成5年）に退社後は、同年から1998年（平成10年）まで国会議員の秘書を務め、同年にRNCアナウンスカレッジの校長兼専任講師へ就任。

## 出演番組
- プロ野球中継（ラジオ関西） - 実況
  - 1961年の日本シリーズ第6戦（1961年11月1日、南海対巨人。大阪球場）中継
- 全国高等学校野球選手権香川大会中継（RNCラジオ） - 実況[注 3]
- 奥様9チャンネル（RNCテレビ）[注 4] - ホスト[2]
- おはよう9チャンネル（RNCテレビ）[注 5] - ホスト[2]